# Bi luo chun
Bi luo chun eller biluochun (kinesiska: 碧螺春?, pinyin: bì luó chūn) är ett grönt te och brukar klassas som ett av de berömda kinesiska teerna.